# Polytechnische Schule Wien 15
Die Polytechnische Schule Wien 15 ist eine Polytechnische Schule im 15. Bezirk in Wien, in deren Rahmen zugleich als autonomes Projekt eine Fachmittelschule gehört.

## Architektur und Gebäude
Die Schule hat eine Turnhalle.

## Pädagogische Arbeit, Ausstattung und Angebote
Die Polytechnische Schule Wien 15 hat mehrere Standorte. Weiters hat die Schule einen Schulautonomen Fachbereich mit 13 Klassen und 297 Schülern (Stand: 2014/15).
Die Polytechnische Schule bietet einen technischen Fachbereich, einen wirtschaftskundlichen Fachbereich sowie einen human-kreativen Fachbereich an.
Die Fachmittelschule wird als autonomes Projekt im Rahmen der Schulautonomie mit den Fachbereichen Metall, Holz, Elektro, Informationstechnologie, Dienstleistungen, Handel & Büro, Tourismus und Oberstufentraining geführt.
Als Fremdsprache wird Englisch unterrichtet.
Die Schule hat keine Tagesbetreuung.
Im Jahr 2010 wurde die Schule im Rahmen des Österreichischen Schulpreises mit dem Spezialpreis der Jury zum Österreichischen Schulpreis ausgezeichnet.